# Canal Nou Internacional
Canal Nou Internacional fou el canal internacional en línia de l'empresa pública Televisió Valenciana, pertanyent al grup Radiotelevisió Valenciana. Els seus continguts eren majoritàriament en valencià.
El canal es creà el 15 de setembre de 1997 amb el nom de Canal Comunitat Valenciana (CCV), al mateix temps que TVC SAT i altres canals autonòmics a través de la plataforma Vía Digital, i tenia l'objectiu d'acostar el País Valencià als valencians que resideixen fora i també de promocionar-lo al món. Per això el seu àmbit de difusió superava els dels tres canals d'emissió terrestre (Canal Nou, Canal Nou Dos i Canal Nou 24). La seua programació era una barreja dels continguts dels tres canals anteriors, encara que normalment amb més presència de continguts de Canal Nou Dos, puix eren programes de producció pròpia. A estos cal sumar els informatius, que eren els que s'emeten a Canal Nou i Canal Nou 24, i també alguns esdeveniments esportius. Més tard es va anomenar Televisió Valenciana Internacional (TVVi) i el setembre de 2010 canvià de nom novament, anomenant-se Canal Nou Internacional.
Inicialment, emetia per les plataformes de televisió de pagament i per satèl·lit, però degut a problemes econòmics, des del 16 de juliol de 2010 només ho feia exclusivament per la web de Radiotelevisió Valenciana, fins que la mitjanit del 28 de febrer de 2011, el canal deixà d'emetre.

## Emissió a Catalunya i Balears
L'11 d'agost del 2008 les emissions de Canal 9 (versió terrestre valenciana) arribaren per primera vegada a Catalunya després de l'acord de reciprocitat entre TV3 i Canal 9. El 19 de març del 2010, però, la Generalitat de Catalunya substitueix Canal 9 pel canal d'Hispasat Televisió Valenciana Internacional en no complir la Generalitat Valenciana l'acord de reciprocitat amb TV3. Finalment, el 15 de juliol del 2010 Televisió Valenciana Internacional es deixa de veure a Catalunya en deixar d'emetre a Hispasat.
D'altra banda, Canal 9, que arribava a Balears des de 1990 amb emissió analògica, va ser substituït l'1 de març de 2009 per TVVI, que emeté a les illes fins a l'apagada analògica l'11 de gener de 2010. Abans, però, IB3 Televisió, que gestionava l'emissió de Canal 9 a Balears, ja substituïa el seu senyal pel de TVVI en certes ocasions.

## Imatge corporativa

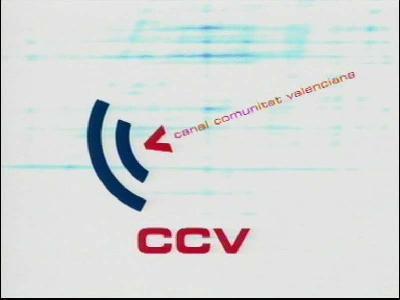
Logotip de Canal Comunitat Valenciana entre 1997 i 2005.
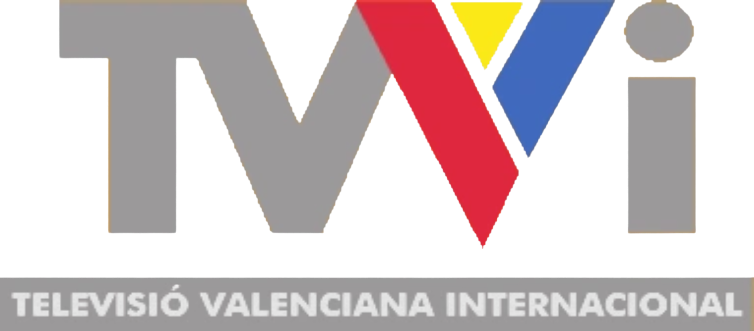
Logotip de TVVI entre 2005 i 2008.
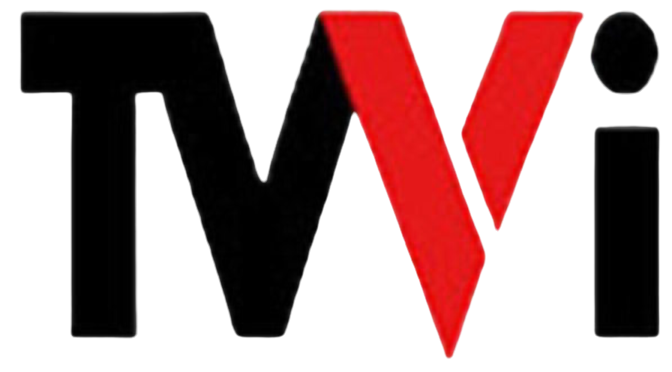
Logotip de TVVI entre 2008 i 2010.
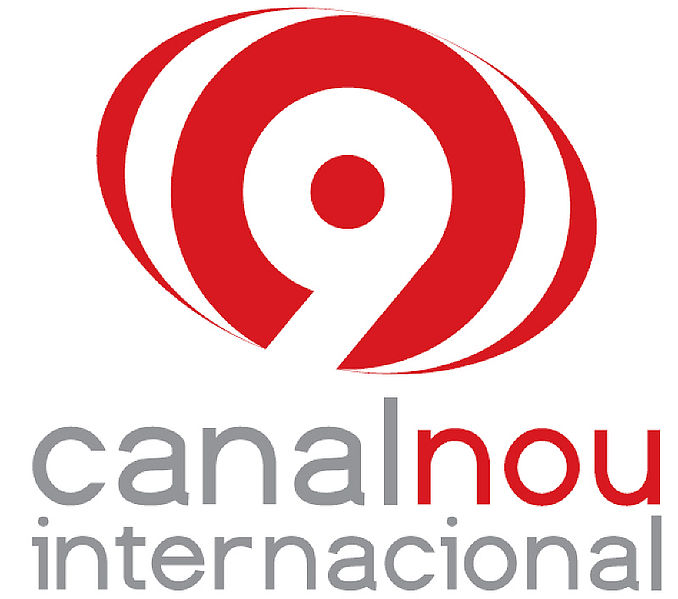
Logotip de Canal 9 Internacional entre 2010 i 2011.
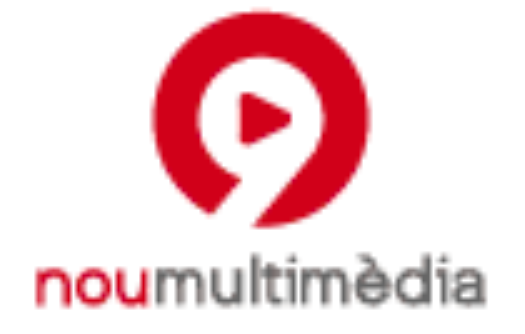
Logotip del canal online Canal 9 Multimèdia entre 2011 i 2013.
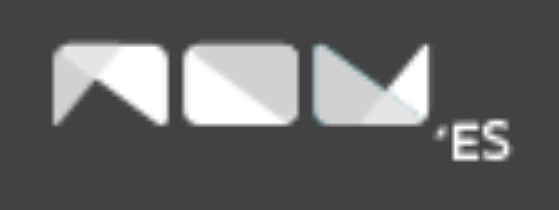
Logotip del canal online NOU ES entre el 9 d'octubre i el 29 de novembre de 2013.